# Formula di Weizsäcker
In fisica nucleare, la formula di Weizsäcker  (o formula semiempirica per la massa nucleare, spesso abbreviata in SEMF o meglio SENMF, dall'inglese semi-empirical [nuclear] mass formula), è una formula usata per approssimare la massa ed alcune altre proprietà del nucleo atomico.
Come suggerito dal nome, i termini vengono da modelli teorici (modello a goccia sferica carica e modelli a particella singola), mentre i coefficienti si ricavano da un fit fatto con i dati sperimentali.
La prima formulazione è dovuta al fisico tedesco Carl Friedrich von Weizsäcker, poi in collaborazione con Hans Bethe, ed a parte piccole modifiche al valore dei coefficienti, l'espressione rimane impiegata ancora oggi.

## La formula
Sia A il numero di nucleoni, Z il numero di protoni ed N il numero di neutroni.
La massa di un nucleo atomico è data da:
{\displaystyle m=Zm_{p}+Nm_{n}-{\frac {E}{c^{2}}}}
dove {\displaystyle m_{p}} ed {\displaystyle m_{n}} sono le masse a riposo di protone e neutrone, ed {\displaystyle E} è l'energia di legame del nucleo.
La formula semiempirica afferma che l'energia di legame sia data da:
{\displaystyle E=a_{V}A-a_{S}A^{2/3}-a_{C}{\frac {Z(Z-1)}{A^{1/3}}}-a_{A}{\frac {(A-2Z)^{2}}{A}}+\delta (A,Z)}

### Termine di volume
Il primo termine {\displaystyle a_{V}A} è conosciuto come termine di volume, ed è proporzionale al volume del nucleo: esso non dipende da Z ed è dovuto all'interazione nucleare forte agente sui nucleoni. Tale proporzionalità è dovuta al fatto che l'interazione forte ha un piccolo raggio d'azione, ed un singolo nucleone interagisce significativamente solo con i nucleoni vicini. Se così non fosse, cioè il raggio d'azione fosse maggiore, essendo le coppie di nucleoni tra le quali agisce tale forza {\displaystyle A(A-1)/2}, tale termine sarebbe proporzionale ad {\displaystyle A^{2}}.
Il coefficiente {\displaystyle a_{V}} è più piccolo dell'energia di legame tra i nucleoni {\displaystyle E_{b}}, che è dell'ordine di 40 MeV, questo perché l'energia cinetica è direttamente proporzionale al numero di nucleoni nel nucleo, a causa del principio di esclusione di Pauli: se si considera un nucleo, composto in ugual numero di protoni e neutroni, assumendo il modello di Fermi in cui l'energia cinetica totale è {\displaystyle 3/5A\varepsilon _{F}}, con {\displaystyle \varepsilon _{F}} l'energia di Fermi di circa 38 MeV, il valore aspettato di {\displaystyle a_{V}} è:
{\displaystyle E_{b}-{3 \over 5}\varepsilon _{F}\sim 17\;\mathrm {MeV} }
che è vicino al valore misurato.

### Termine di superficie
Il termine {\displaystyle a_{S}A^{2/3}}, conosciuto come termine di superficie, è una correzione al termine di volume, ed anch'esso dipende dall'interazione forte. Tale correzione è data dal fatto che i nucleoni sulla superficie del nucleo, rispetto a quelli all'interno, hanno meno nucleoni vicini con i quali interagire, il che provoca un effetto simile alla tensione superficiale nei liquidi.
Il termine contiene {\displaystyle A^{2/3}} a causa della proporzionalità tra la superficie ed il numero di massa.

### Termine coulombiano
Il termine
{\displaystyle a_{C}{\frac {Z(Z-1)}{A^{1/3}}}}
è detto termine coulombiano o termine elettrostatico, ed è dato dall'interazione elettromagnetica tra i protoni del nucleo, che subiscono una repulsione elettrostatica a causa della comune carica. Intuitivamente si può rappresentare il nucleo mediante una sfera con densità di carica uniforme: l'energia potenziale di tale distribuzione è
{\displaystyle E={\frac {3}{5}}\left({\frac {1}{4\pi \varepsilon _{0}}}\right){\frac {Q^{2}}{R}}}
dove Q è la carica totale e R è il raggio della sfera. Identificando Q con {\displaystyle Ze}, e sapendo che il raggio è proporzionale ad {\displaystyle A^{1/3}}, è possibile ricavare il termine coulombiano. Dal momento che la repulsione elettrostatica esiste nel momento in cui si ha più di un protone, {\displaystyle Z^{2}} diventa {\displaystyle Z(Z-1)}, ed il valore di {\displaystyle a_{C}} può essere calcolato approssimativamente dall'equazione sopra esposta sapendo che:
{\displaystyle R=r_{0}A^{\frac {1}{3}}}
{\displaystyle Q=Ze\ }
{\displaystyle Z^{2}=Z(Z-1)\ }
Sostituendo:
{\displaystyle E={\frac {3}{5}}\left({\frac {1}{4\pi \varepsilon _{0}}}\right){\frac {Q^{2}}{R}}={\frac {3}{5}}\left({\frac {1}{4\pi \varepsilon _{0}}}\right){\frac {(Ze)^{2}}{(r_{0}A^{\frac {1}{3}})}}={\frac {3e^{2}Z^{2}}{20\pi \varepsilon _{0}r_{0}A^{\frac {1}{3}}}}={\frac {3e^{2}Z(Z-1)}{20\pi \varepsilon _{0}r_{0}A^{\frac {1}{3}}}}=a_{C}{\frac {Z(Z-1)}{A^{1/3}}}}
L'energia potenziale della distribuzione di carica è:
{\displaystyle E={\frac {3e^{2}Z(Z-1)}{20\pi \varepsilon _{0}r_{0}A^{\frac {1}{3}}}}}
la costante di Coulomb è invece
{\displaystyle a_{C}={\frac {3e^{2}}{20\pi \varepsilon _{0}r_{0}}}}
mentre la costante di struttura fine {\displaystyle \alpha } fornisce il valore di {\displaystyle a_{C}}:
{\displaystyle a_{C}={\frac {3}{5}}\left({\frac {\hbar c\alpha }{r_{0}}}\right)}
dove {\displaystyle r_{0}A^{1/3}} è il raggio del nucleo, dato {\displaystyle r_{0}} = 1.25 fm. Questo fornisce un valore teorico di 0.691 MeV ad {\displaystyle a_{C}}, vicino al valore misurato.

### Termine asimmetrico
Il termine
{\displaystyle a_{A}{\frac {(A-2Z)^{2}}{A}}}
è conosciuto come termine asimmetrico. Il principio di esclusione di Pauli afferma che uno stato quantico non può essere occupato da più di due fermioni; ad un dato livello energetico, inoltre, c'è un finito numero di stati quantici disponibili per le particelle: ciò implica che se aggiungiamo particelle ad un nucleo, esse occuperanno livelli energetici sempre più alti, incrementando l'energia totale del nucleo e facendo diminuire, dopo un certo valore di A, l'energia di legame.
Protoni e neutroni, essendo tipi diversi di particelle, occupano stati quantici differenti, che intuitivamente possono essere visti come due recipienti, uno per i protoni e l'altro per i neutroni: ad esempio, se ci sono molti più neutroni che protoni, alcuni dei neutroni occuperanno, nel loro recipiente, un livello energetico più alto dei protoni. Se si potessero trasformare alcuni neutroni in eccesso in protoni, trasferendoli quindi nel recipiente di questi ultimi, l'energia diminuirebbe significativamente. Lo squilibrio tra i numeri dei due tipi di nucleoni causa quindi un eccesso di energia, e questo sta alla base del termine asimmetrico.
Usando il modello di Fermi, l'energia cinetica totale è
{\displaystyle E_{k}={3 \over 5}(N_{p}{\varepsilon _{F}}_{p}+N_{n}{\varepsilon _{F}}_{n})}
dove {\displaystyle N_{p}} ed {\displaystyle N_{n}} sono il numero di protoni e neutroni, mentre {\displaystyle {\varepsilon _{F}}_{p}} ed {\displaystyle {\varepsilon _{F}}_{n}} sono le loro energie di Fermi. Dal momento che tali energie sono proporzionali a {\displaystyle {N_{p}}^{2/3}} e {\displaystyle {N_{n}}^{2/3}}, allora:
{\displaystyle E_{k}=C(N_{p}^{5/3}+N_{n}^{5/3})}
con C costante.
Lo sviluppo della differenza {\displaystyle N_{n}-N_{p}} è:
{\displaystyle E_{k}={C \over 2^{2/3}}\left((N_{p}+N_{n})^{5/3}+{5 \over 9}{(N_{n}-N_{p})^{2} \over (N_{p}+N_{n})^{1/3}}\right)+O((N_{n}-N_{p})^{2})}
Al primo ordine dell'espansione l'energia cinetica è l'energia di Fermi {\displaystyle \varepsilon _{F}\equiv {\varepsilon _{F}}_{p}={\varepsilon _{F}}_{n}} moltiplicata per {\displaystyle {3 \over 5}(N_{p}+N_{n})^{2/3}}.

Si ottiene così:
{\displaystyle E_{k}={3 \over 5}\varepsilon _{F}(N_{p}+N_{n})^{2/3}+{1 \over 3}\varepsilon _{F}{(N_{n}-N_{p})^{2} \over (N_{p}+N_{n})}+O((N_{n}-N_{p})^{4})={3 \over 5}\varepsilon _{F}A+{1 \over 3}\varepsilon _{F}{(A-2Z)^{2} \over A}+O((A-2Z)^{4})}
Il primo termine contribuisce al termine di volume precedentemente descritto, il secondo termine è l'opposto del termine asimmetrico. {\displaystyle \varepsilon _{F}} è 38 MeV, così, calcolando {\displaystyle a_{A}} dalla precedente, si ottiene solo metà del valore misurato. La discrepanza tra i due valori è dovuta al fatto che i nucleoni non sono distribuiti uniformemente su tutto il nucleo, ma le loro funzioni d'onda si sovrappongono fornendo un'elevata energia di legame, e ciò porta protoni e neutroni ad avere gli stessi numeri quantici (oltre allo spin), incrementando l'intensità dell'asimmetria fra loro.

### Termine di accoppiamento
Il termine {\displaystyle \delta (A,Z)} è detto termine di accoppiamento, e descrive l'effetto dello spin dei nucleoni. Esso è dato da:
{\displaystyle \delta (A,Z)={\begin{cases}+\delta _{0}&Z,N{\mbox{ pari }}(A{\mbox{ pari }})\\~~~0&A{\mbox{ dispari }}\\-\delta _{0}&Z,N{\mbox{ dispari }}(A{\mbox{ pari }})\end{cases}}}
dove
{\displaystyle \delta _{0}={\frac {a_{P}}{A^{3/4}}}}
A causa del principio di esclusione di Pauli il nucleo ha energia minore se il numero di protoni con spin "up" è pari al numero di quelli con spin "down", e lo stesso vale per i neutroni.
Quindi solo se Z e N sono pari sia protoni che neutroni hanno lo stesso numero di particelle con spin "up" e "down".
Ciò spiega il motivo per cui la maggior parte dei nuclei presenti in natura siano pari-pari.
Il fattore {\displaystyle A^{-3/4}} deriva dal fatto che due nucleoni con identico spin hanno energia di legame maggiore, come detto precedentemente per il termine asimmetrico, e ciò porta i nucleoni ad accoppiarsi formando coppie di spin opposto.

## Misura dei coefficienti
I coefficienti sono stati misurati fittando i dati sperimentali delle misure della massa del nucleo. Il loro valore cambia a seconda del metodo usato; di seguito si riportano i risultati secondo il metodo dei minimi quadrati, la misura di Wapstra-Springer e quella di James William Rohlf-Wiley, in cui l'unità di misura è il MeV:
|                                           | Metodo dei minimi quadrati | Wapstra | Rohlf  |
| ----------------------------------------- | -------------------------- | ------- | ------ |
| {\displaystyle a_{V}}                     | 15.8                       | 14.1    | 15.75  |
| {\displaystyle a_{S}}                     | 18.3                       | 13      | 17.8   |
| {\displaystyle a_{C}}                     | 0.714                      | 0.595   | 0.711  |
| {\displaystyle a_{A}}                     | 23.2                       | 19      | 23.7   |
| {\displaystyle a_{P}}                     | 12                         | n/a     | n/a    |
| {\displaystyle \delta } (pari-pari)       | n/a                        | -33.5   | +11.18 |
| {\displaystyle \delta } (dispari-dispari) | n/a                        | +33.5   | -11.18 |
| {\displaystyle \delta } (pari-dispari)    | n/a                        | 0       | 0      |